# 1862 à Paris
 Chronologie de l'histoire de Paris
- 1858
- 1859
- 1860
- 1861
- 1862
- 1863
- 1864
- 1865
- 1866

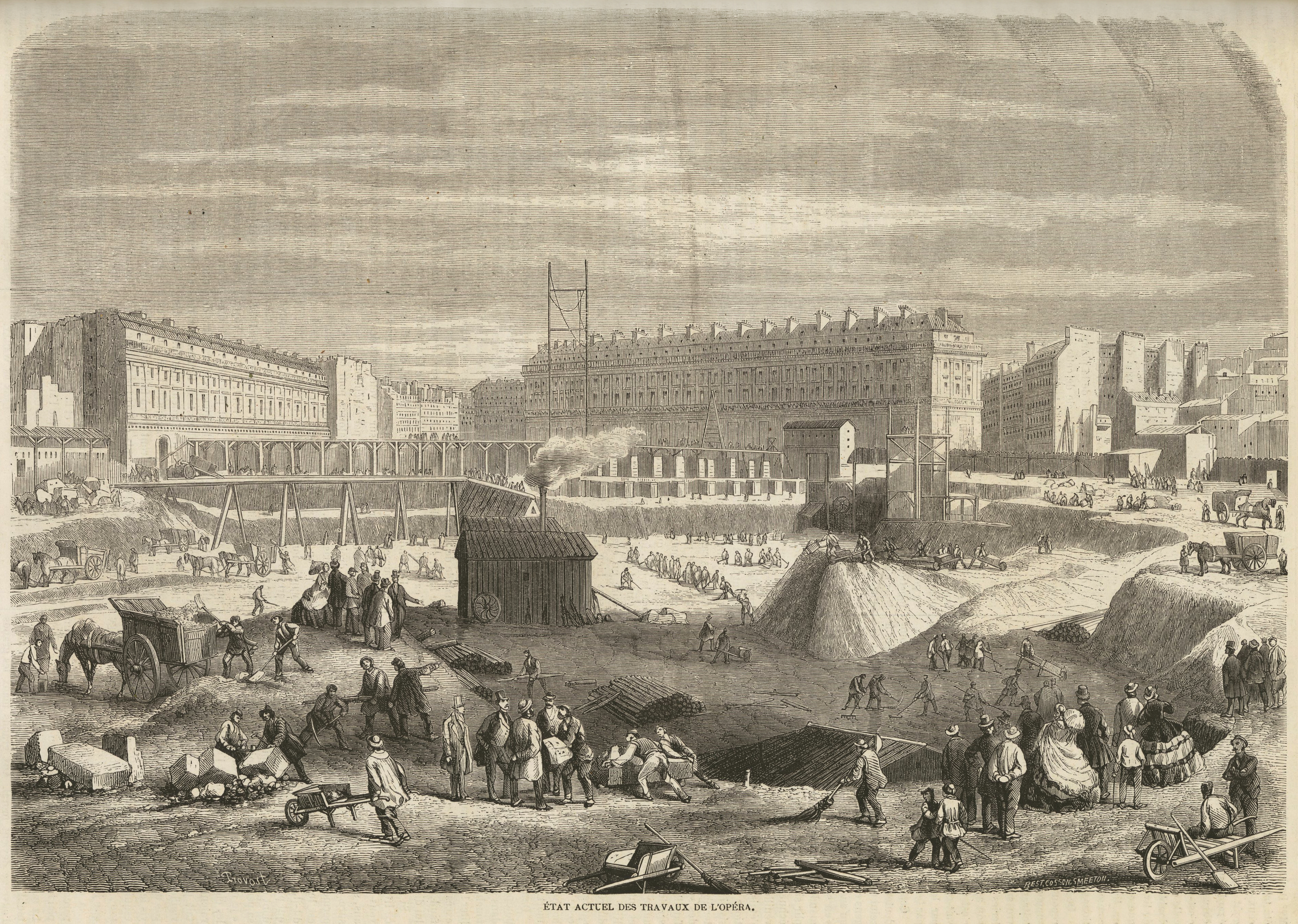
État des travaux de l'opéra Garnier en septembre 1862.

Cette page concerne l'année 1862 du calendrier grégorien.
 Napoléon III l'haussmannisation

## Chronologie

### Janvier 1862
- x

### Février 1862
- x

### Mars 1862
- x

### Avril 1862
Parution de la première partie de Les Misérables de Victor Hugo

### Mai 1862
- x

### Juin 1862
- x

### Juillet 1862
- 14 juillet : début de la mise en service de la ligne de Petite Ceinture à Paris

### Août 1862
- x

### Septembre 1862
- x

### Octobre 1862
- x

### Novembre 1862
- x

### Décembre 1862
- x